# 宮崎市立大久保小学校
宮崎市立大久保小学校（みやざきしりつ おおくぼしょうがっこう）は、宮崎県宮崎市清武町今泉甲にある公立の小学校。

## 概要
歴史
1895年（明治28年）に当時の尋常小学校3校（木原・今泉・沓掛）が統合の上、「黒坂尋常小学校」と「大久保尋常小学校」の2校が設置されたのが始まりである。現校名になったのは2010年（平成22年）。3校が統合した1895年（明治28年）を創立年としており、2025年（令和7年）に創立130周年を迎える。
校章
校歌
作詞は職員一同、作曲は有馬駿一による。歌詞は4番まであり、1番の歌詞中に「大久保」が登場する。
通学区域
宮崎市清武町のうち「船引（一部）・今泉（一部）」。中学校区は宮崎市立清武中学校。

## 沿革
前史
- 明治初期 - 学制の頒布後、中野・木原・今泉・船引・沓掛（くつかけ）・加納の6箇所に小学校が設置された。
- 1889年（明治22年）5月1日 - 町村制の施行により、宮崎郡に以下の2村が発足。
  - 2村（今泉・木原）が合併の上、「南清武村」が発足。
  - 2村（船引・加納）が合併の上、「北清武村」が発足。
- 1891年（明治24年）7月4日 - 北清武村と南清武村が合併の上、「清武村」が発足。

正史
- 1895年（明治28年）4月 - 尋常小学校3校（木原・今泉・沓掛）の統合により、「黒坂尋常小学校」と「大久保尋常小学校」の2校が設置される。
  - この時、中野・船引・加納の尋常小学校3校は統合の上、「清武尋常小学校」となった。
- 1908年（明治41年）4月 - 改正小学校令により、尋常科の修業年限（義務教育年限）が4年制から6年制に改められる。尋常科5年を新設。
- 1909年（明治42年）4月 - 尋常科6年を新設。
- 1941年（昭和16年）4月1日 - 国民学校令施行により、「清武村大久保国民学校」と改称。尋常科を初等科に改める。
- 1947年（昭和22年）4月1日 - 学制改革（六・三制の実施）により、国民学校初等科は、新制小学校「清武村立大久保小学校」に改組・改称。
- 1950年（昭和25年）5月3日 - 町制施行により、「清武町立大久保小学校」に改称。
- 1996年（平成8年）3月 - 創立100周年を記念し、現在地に新校舎が完成し、移転を完了。
- 2010年（平成22年）3月23日 - 宮崎市との合併に伴い、「宮崎市立大久保小学校」（現校名）と改称。

## 交通アクセス
最寄りの鉄道駅
- JR九州 日豊本線 「清武駅」

最寄りのバス停留所
- 宮崎交通バス（宮交バス）「大久保小学校入口」バス停留所

最寄りの幹線道路
- 国道269号

## 周辺
- 宮崎市清武学校給食センター
- 北今泉保育園
- 清武地区交流センター

## 参考資料
- 「清武町史」（1955年（昭和30年）5月5月, 宮崎県宮崎郡清武町）p.196～p.199